# Peter Elkmann
Peter Elkmann, né le 16 septembre 1981, est un pilote automobile allemand.

## Carrière automobile
- 2004 : Formule 3 Euro Series, non classé
  - Championnat d'Allemagne de Formule 3, (2 courses) 21e
- 2005 : Championnat d'Allemagne de Formule 3, champion (6 victoires)
- 2006 : Formule 3 Euro Series, 14e (1 victoire)